# Rallye Portugal 1980
Die 14. Rallye Portugal war der 3. Lauf zur Rallye-Weltmeisterschaft 1980. Sie fand vom 4. bis zum 9. März in der Region von Estoril statt.

## Klassifikationen

### Endergebnis
| Rang | Fahrer           | Co-Pilot                 | Auto                     | Zeit (Std./Min./Sek.) | Rückstand Sieger (Std./Min./Sek.) Rückstand V (Min./Sek.) |
| ---- | ---------------- | ------------------------ | ------------------------ | --------------------- | --------------------------------------------------------- |
| 1    | Walter Röhrl     | Christian Geistdörfer    | Fiat 131 Abarth          | 08:45:35              | 0:00:00 00:00                                             |
| 2    | Markku Alén      | Ilkka Kivimäki           | Fiat 131 Abarth          | 08:59:54              | 0:14:19 14:19                                             |
| 3    | Guy Fréquelin    | Jean Todt                | Talbot Sunbeam Lotus     | 09:16:04              | 0:30:29 16:10                                             |
| 4    | Björn Waldegård  | Hans Thorszelius         | Mercedes-Benz 450 SLC    | 09:29:22              | 0:43:47 13:18                                             |
| 5    | Ingvar Carlsson  | Claes Billstam           | Mercedes-Benz 450 SLC    | 09:40:22              | 0:54:47 11:00                                             |
| 6    | Ove Andersson    | Henry Liddon             | Toyota Ceilica 2000 GT   | 09:54:51              | 1:09:16 14:29                                             |
| 7    | Carlos Torres    | Francisco Pina de Morais | Ford Escort RS 2000 MKII | 10:08:13              | 1:22:38 13:22                                             |
| 8    | Jorge Recalde    | Hector Moyana            | Ford Escort RS 2000 MKII | 10:49:39              | 2:04:04 41:26                                             |
| 9    | Raymond Rué      | Pierre Gandolfo          | Ford Escort RS 2000 MKII | 11:09:22              | 2:23:47 19:43                                             |
| 10   | Maciej Stawowiak | Ryszard Żyszkowski       | FSO Polonez 2000         | 11:15:34              | 2:29:59 06:12                                             |

Insgesamt wurden 16 von 100 gemeldeten Fahrzeuge klassiert:

### Fahrer-Weltmeisterschaft
| Pos. | Fahrer           | Punkte |
| ---- | ---------------- | ------ |
| 1    | Walter Röhrl     | 40     |
| 2    | Björn Waldegård  | 34     |
| 3    | Anders Kulläng   | 30     |
| 4    | Bernard Darniche | 15     |
| 5    | Stig Blomqvist   | 15     |

### Herstellerwertung
| Pos. | Team       | Punkte |
| ---- | ---------- | ------ |
| 1    | Fiat       | 36     |
| 2    | Ford       | 20     |
| 3    | Lancia     | 16     |
| 4    | Talbot     | 16     |
| 5    | Volkswagen | 14     |